# 道野辺
道野辺（みちのべ）は鎌ケ谷市にある地名。なお、道野辺の他、東道野辺、西道野辺、道野辺中央、道野辺本町についても併せて述べる。

## 地理
鎌ケ谷市の中央からやや南西部に広がる。

## 郵便番号
- 道野辺 - 273-0114[2]
- 道野辺中央 - 273-0113[8]
- 道野辺本町 - 273-0137[10]
- 東道野辺 - 273-0115[4]
- 西道野辺 - 273-0117[6]

## 世帯数と人口
2017年（平成29年）11月1日現在の世帯数と人口は以下の通りである。

### 道野辺・西道野辺
| 大字     | 世帯数    | 人口    |
| -------- | --------- | ------- |
| 道野辺   | 418世帯   | 937人   |
| 西道野辺 | 1,556世帯 | 3,116人 |

### 東道野辺
| 丁目           | 世帯数    | 人口    |
| -------------- | --------- | ------- |
| 東道野辺一丁目 | 177世帯   | 393人   |
| 東道野辺二丁目 | 418世帯   | 999人   |
| 東道野辺三丁目 | 707世帯   | 1,739人 |
| 東道野辺四丁目 | 746世帯   | 1,850人 |
| 東道野辺五丁目 | 406世帯   | 955人   |
| 東道野辺六丁目 | 443世帯   | 1,009人 |
| 東道野辺七丁目 | 687世帯   | 1,510人 |
| 計             | 3,584世帯 | 8,455人 |

### 道野辺中央
| 丁目             | 世帯数    | 人口    |
| ---------------- | --------- | ------- |
| 道野辺中央一丁目 | 463世帯   | 989人   |
| 道野辺中央二丁目 | 244世帯   | 500人   |
| 道野辺中央三丁目 | 544世帯   | 1,211人 |
| 道野辺中央四丁目 | 581世帯   | 1,199人 |
| 道野辺中央五丁目 | 223世帯   | 557人   |
| 計               | 2,055世帯 | 4,456人 |

### 道野辺本町
| 丁目             | 世帯数    | 人口    |
| ---------------- | --------- | ------- |
| 道野辺本町一丁目 | 631世帯   | 1,349人 |
| 道野辺本町二丁目 | 627世帯   | 1,330人 |
| 計               | 1,258世帯 | 2,679人 |

## 小・中学校の学区
市立小・中学校に通う場合、学区は以下の通りとなる。

### 道野辺・西道野辺
| 大字     | 番地 | 小学校               | 中学校               |
| -------- | ---- | -------------------- | -------------------- |
| 道野辺   | 全域 | 鎌ケ谷市立南部小学校 | 鎌ケ谷市立第四中学校 |
| 西道野辺 | 全域 | 鎌ケ谷市立南部小学校 | 鎌ケ谷市立第四中学校 |

### 東道野辺
| 丁目           | 番地    | 小学校                 | 中学校               |
| -------------- | ------- | ---------------------- | -------------------- |
| 東道野辺一丁目 | 4〜13番 | 鎌ケ谷市立南部小学校   | 鎌ケ谷市立第四中学校 |
| 東道野辺一丁目 | 1〜3番  | 鎌ケ谷市立道野辺小学校 | 鎌ケ谷市立第二中学校 |
| 東道野辺二丁目 | 全域    | 鎌ケ谷市立道野辺小学校 | 鎌ケ谷市立第二中学校 |
| 東道野辺三丁目 | 全域    | 鎌ケ谷市立道野辺小学校 | 鎌ケ谷市立第二中学校 |
| 東道野辺四丁目 | 全域    | 鎌ケ谷市立道野辺小学校 | 鎌ケ谷市立第二中学校 |
| 東道野辺五丁目 | 全域    | 鎌ケ谷市立道野辺小学校 | 鎌ケ谷市立第二中学校 |
| 東道野辺六丁目 | 全域    | 鎌ケ谷市立道野辺小学校 | 鎌ケ谷市立第二中学校 |
| 東道野辺七丁目 | 全域    | 鎌ケ谷市立道野辺小学校 | 鎌ケ谷市立第二中学校 |

### 道野辺中央
| 丁目             | 番地                                  | 小学校                 | 中学校                 |
| ---------------- | ------------------------------------- | ---------------------- | ---------------------- |
| 道野辺中央一丁目 | 全域                                  | 鎌ケ谷市立鎌ケ谷小学校 | 鎌ケ谷市立鎌ケ谷中学校 |
| 道野辺中央二丁目 | 全域                                  | 鎌ケ谷市立中部小学校   | 鎌ケ谷市立第四中学校   |
| 道野辺中央三丁目 | 全域                                  | 鎌ケ谷市立中部小学校   | 鎌ケ谷市立第四中学校   |
| 道野辺中央四丁目 | 全域                                  | 鎌ケ谷市立中部小学校   | 鎌ケ谷市立第四中学校   |
| 道野辺中央五丁目 | 1〜2番 3番28～32号 4番11〜36号 5～7番 | 鎌ケ谷市立中部小学校   | 鎌ケ谷市立第四中学校   |
| 道野辺中央五丁目 | 3番3～5号 4番1〜5号                   | 鎌ケ谷市立道野辺小学校 | 鎌ケ谷市立第二中学校   |
| 道野辺中央五丁目 | 8～14番                               | 鎌ケ谷市立南部小学校   | 鎌ケ谷市立第四中学校   |

### 道野辺本町
| 丁目             | 番地 | 小学校                 | 中学校                 |
| ---------------- | ---- | ---------------------- | ---------------------- |
| 道野辺本町一丁目 | 全域 | 鎌ケ谷市立鎌ケ谷小学校 | 鎌ケ谷市立鎌ケ谷中学校 |
| 道野辺本町二丁目 | 全域 | 鎌ケ谷市立道野辺小学校 | 鎌ケ谷市立第二中学校   |

## 交通

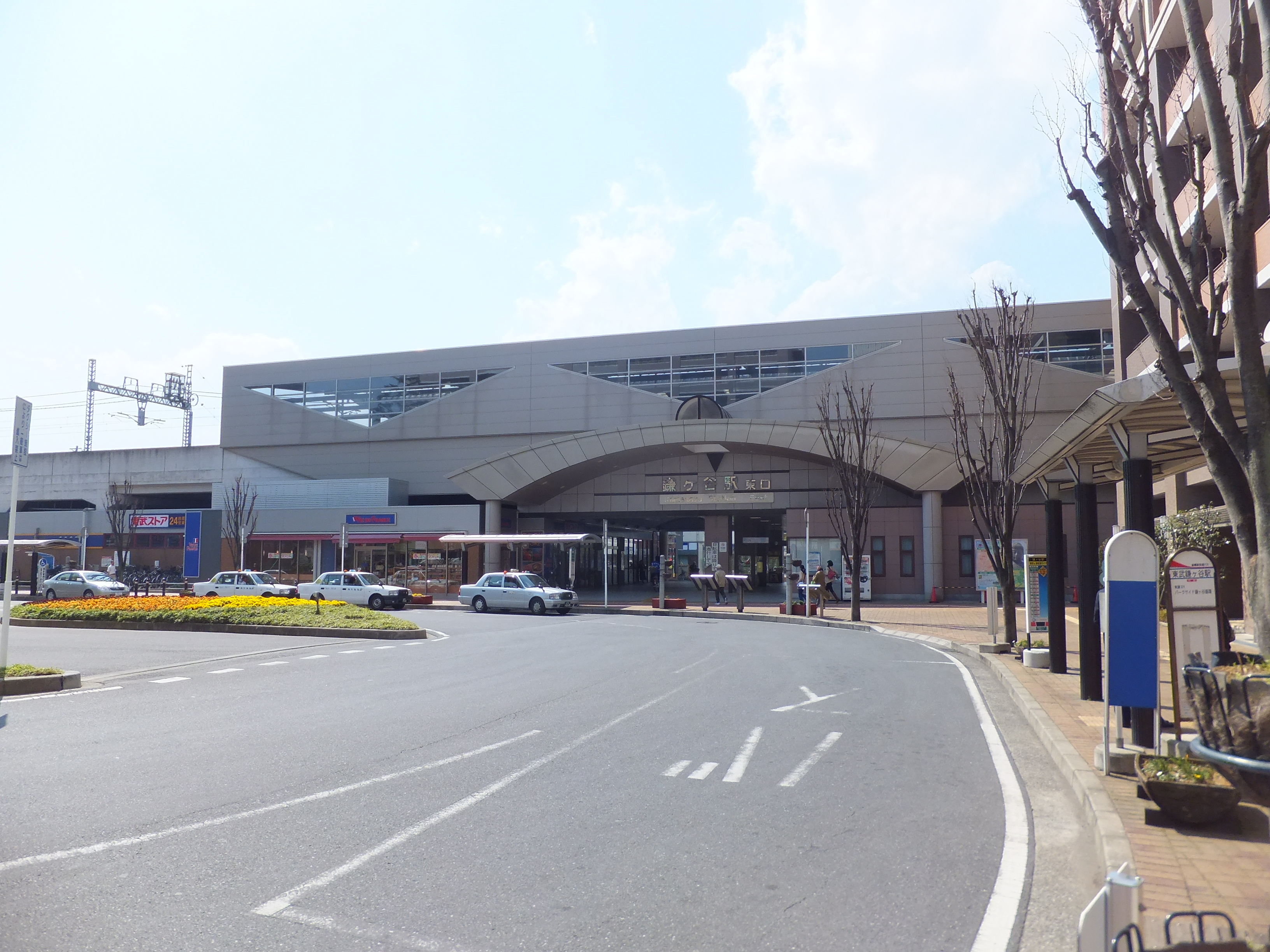
鎌ヶ谷駅前の様子。

船取線が南北に通り、それに沿うように東武野田線が走っている。
最寄駅は東武野田線鎌ヶ谷駅および馬込沢駅（東道野辺の一部、西道野辺）、京成松戸線鎌ヶ谷大仏駅（東道野辺の一部）である。

## 施設
所在地は公式サイトおよび市役所ホームページより。

### 道野辺地区
公共
- 南部公民館
  - 鎌ケ谷市立図書館南部分館 - 南部公民館内にある。
- 南児童センタ―

### 道野辺本町地区
公共
- 囃子水公園

### 道野辺中央地区
公共
- 道野辺中央コミュニティセンター
- 道野辺八幡宮
- 根頭神社

教育
- 鎌ケ谷市立中部小学校
- 鎌ケ谷市立道野辺保育園
- りすのこ園（くぬぎやま保育園分園）

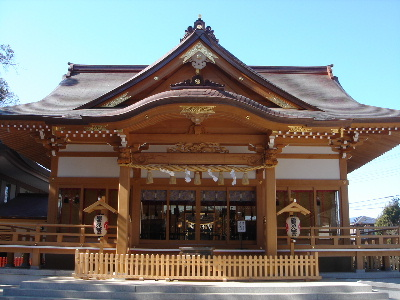
道野辺八幡宮

住宅地の地価は、2014年（平成26年）1月1日の公示地価によれば、道野辺中央4-5-18の地点で9万9000円/m2となっている。

### 東道野辺地区
公共
- トレーニングセンター

教育
- 千葉県立鎌ケ谷高等学校
- 鎌ケ谷市立第二中学校
- 鎌ケ谷市立道野辺小学校
- 鎌ケ谷ふじ幼稚園

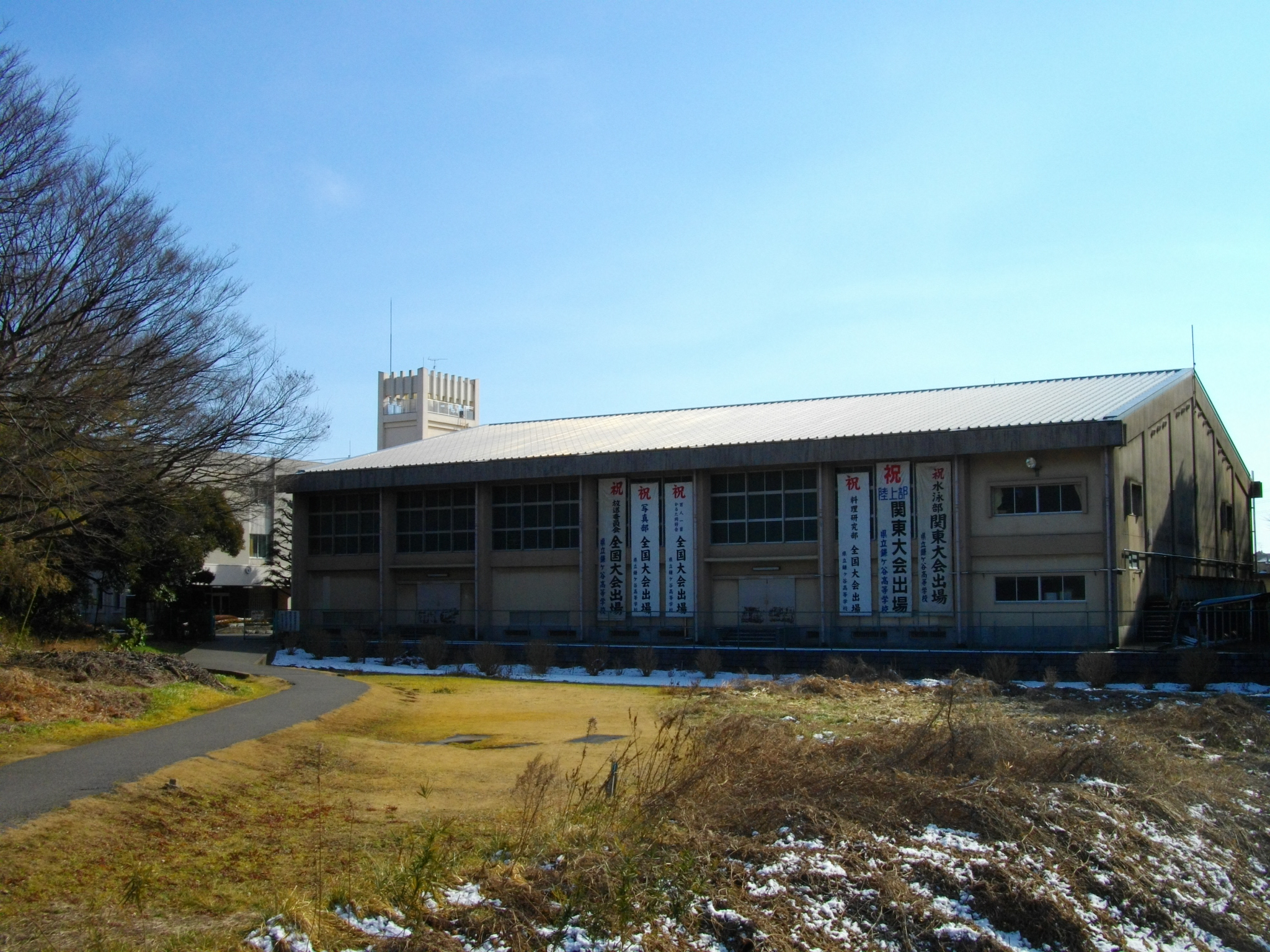
県立鎌ケ谷高校

住宅地の地価は、2014年（平成26年）1月1日の公示地価によれば、東道野辺5-3-21-5の地点で8万5900円/m2となっている。

### 西道野辺地区
教育
- 鎌ケ谷ふじ第二幼稚園